# Sipuleucel-T

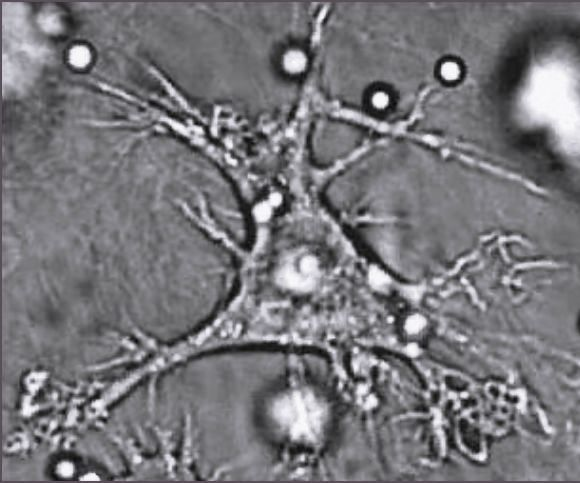
Eine dendritische Zelle unter dem Lichtmikroskop

Sipuleucel-T (weiterer Name: APC8015) ist ein als therapeutischer Krebsimpfstoff verwendetes Immuntherapeutikum, das zur Gruppe der Gentherapeutika zählt.
Sipuleucel-T besteht aus körpereigenen (autologen) dendritischen Zellen, die außerhalb des Organismus (ex vivo) mit dem Fusionsprotein PA2024 inkubiert wurden. Bei PA2024 handelt es sich um ein gentechnisch kombiniertes Protein aus prostataspezifischer saurer Phosphatase (PAP) und humanem Granulozyten-Makrophagen-Kolonie stimulierendem Faktor (GM-CSF).
Sipuleucel-T wurde von der US-amerikanischen Firma Dendreon entwickelt und als Arzneimittel unter dem Markennamen Provenge  zur Behandlung des Prostatakarzinoms zugelassen. Die Zulassung für den US-Markt durch die FDA erging im April 2010, im  September 2013 folgte die EU-Zulassung für 28 Länder. Am 6. Mai 2015 widerrief die Europäische Kommission auf Antrag des Zulassungsinhabers mit Wirkung ab 30. Juni 2015 die Zulassung. Die Marktrücknahme wird im Zusammenhang mit der Nutzenbewertung durch das Institut für Qualität und Wirtschaftlichkeit im Gesundheitswesen (IQWiG) gesehen, das dem Präparat zunächst keinen, nach Korrektur lediglich einen „nicht quantifizierbaren Zusatznutzen“ bescheinigt hatte. Die Bewertungen des IQWiG und des Gemeinsamen Bundesausschusses (G-BA) sind maßgebend für die Preisgestaltung eines Medikaments.

## Beschreibung
Sipuleucel-T soll das Immunsystem der behandelten Patienten, die bereits an einem Prostatakarzinom erkrankt sind, stimulieren, um so den Tumor zu bekämpfen. Die Behandlung erfolgt über einen adoptiven Zelltransfer: Dazu werden den Patienten per Leukapherese („Blutwäsche“) mononukleäre Zellen des peripheren Blutes (PBMC, engl. Peripheral Blood Mononuclear Cell) entnommen. Durch Zentrifugation werden die Zellen weiter angereichert und mit dem Fusionsprotein PA2024 für 40 Stunden inkubiert. Anschließend werden die Zellen gewaschen und in Ringer-Lactat-Lösung suspendiert. Der gesamte Vorgang dauert etwa 48 Stunden. Diese Suspension (Sipuleucel-T) wird danach dem Patienten ambulant infundiert. Die maximale Stimulation der T-Zellen wird nach drei Infusionen innerhalb von zwei Wochen erreicht.
Das Fusionsprotein PA2024 besteht aus dem Enzym Prostataspezifische saure Phosphatase (engl. prostatic acid phosphatase, PAP), das mit humanem Glykoprotein GM-CSF (engl. granulocyte macrophage colony-stimulating factor) verbunden ist. PAP ist dabei das Tumorantigen. Es wird von 95 Prozent der malignen Prostatazellen exprimiert, aber nicht von den gesunden.
Die induzierten T-Zellen sind nach der Inkubation mit PA2024 gegen das Tumorantigen PAP gerichtet und sollen so im Körper der Patienten die Zellen bekämpfen, die dieses Tumorantigen exprimieren. Idealerweise sind dies die Zellen des Primärtumors und die seiner Metastasen.

## Ergebnisse klinischer Studien
In einer Studie mit 127 austherapierten Patienten mit metastasierten und hormonresistenten Tumoren stieg die mittlere Überlebenszeit von 21,4 Monaten bei der Vergleichsgruppe die das Placebo erhielt, auf 25,9 Monate bei der mit Sipuleucel-T behandelten Gruppe an. Das progressionsfreie Überleben wurde (nicht signifikant) von 10 Monaten auf 11,7 Monate erhöht. Die Überlebensrate nach drei Jahren stieg von 11 auf 34 Prozent an. Die in den Vereinigten Staaten für die Zulassung zuständige Food and Drug Administration (FDA) verweigerte aber 2007 zunächst die Zulassung.
Der Entscheidung der FDA war eine Beratertagung vorausgegangen. In ihr hatten sich 13 der Berater für und 4 gegen die Zulassung ausgesprochen. Alle 17 sahen den Wirkstoff als sicher an. Nach der Tagung hatten sich zwei der Berater auf schriftlichem Weg bei der FDA ausdrücklich gegen die Zulassung von Sipuleucel-T geäußert. Dies gab letztlich den Ausschlag dafür, dass die FDA die Zulassung zunächst verweigerte und eine weitere Studie anforderte.
Bei der weiteren Phase-III-Studie (IMPACT = Immunotherapy for Prostate Adeno Carcinoma Treatment), die multizentrisch doppelblind und placebokontrolliert mit über 500 Patienten durchgeführt wurde, wurden 2009 folgende Ergebnisse veröffentlicht: die mittlere Überlebenszeit wurde um 4,1 Monate und die Drei-Jahres-Überlebensrate um 38 Prozent erhöht.

### Kritik am Studiendesign
Kritiker bemängeln sowohl die hohen Kosten von Sipuleucel-T, mit durchschnittlich 23 000 US$ pro „gewonnenem“ Monat, als auch das Design der Studie. Dabei wurde Sipuleucel-T nicht im Vergleich zu einem anderen Therapeutikum, wie beispielsweise Docetaxel, getestet. In diesem Fall wäre dann möglicherweise keine signifikante Erhöhung der mittleren Überlebenszeit feststellbar gewesen.
Ein Therapiezyklus umfasst drei Infusionen von Sipuleucel-T. Die Kosten dafür liegen in den Vereinigten Staaten bei 93 000 US$.

### Nebenwirkungen
Im Rahmen der klinischen Studien wurde festgestellt, dass Sipuleucel-T von den Patienten generell gut vertragen wird. Übliche Nebenwirkungen sind Fieber, Tremor und ein Kältegefühl. Es konnten keine Hinweise auf eine mögliche Autoimmunerkrankung gefunden werden, die durch eine Wechselwirkung vom PAP-Tumorantigen mit dem normalen Gewebe ausgelöst werden könnte. Dies wäre prinzipiell möglich, da PAP von gesundem Gewebe nicht exprimiert wird.

## Weiterführende Literatur
- E. Cha und L. Fong: Therapeutic vaccines for prostate cancer. In: Curr Opin Mol Ther 12, 2010, S. 77–85. PMID 20140819
- D. Jones: Rethinking therapeutic cancer vaccines. In: Nat Rev Drug Discov 8, 2009, S. 685–686. PMID 19721436
- E. J. Small und L. Fong: Developing Immunotherapy As Legitimate Therapy for Patients With Prostate Cancer. In: Journal of Clinical Oncology Januar 2010 [elektronische Veröffentlichung vor Drucklegung] doi:10.1200/JCO.2009.26.3483
- L. Fong u. a.: Potentiating endogenous antitumor immunity to prostate cancer through combination immunotherapy with CTLA4 blockade and GM-CSF. In: Cancer Res 69, 2009, S. 609–615. PMID 19147575
- C. S. Higano u. a.: Integrated data from 2 randomized, double-blind, placebo-controlled, phase 3 trials of active cellular immunotherapy with sipuleucel-T in advanced prostate cancer. In: Cancer 115, 2009, S. 3670–3679. PMID 19536890
- F. Fintner u. a.: Palliative Systemtherapie des kastrationsresistenten Prostatakarzinoms. In: Urologe 48, 2009, S. 1295–1301. doi:10.1007/s00120-009-2111-4
- P. H. Patel und D. R. Kockler: Sipuleucel-T: a vaccine for metastatic, asymptomatic, androgen-independent prostate cancer. In: Ann Pharmacother 42, 2008, S. 91–98. PMID 18094343 (Review)
- C. Doehn u. a.: Prostate cancer vaccines: current status and future potential. In: BioDrugs 22, 2008, S. 71–84. PMID 18345705 (Review)
- M. Basler und M. Groettrup: Advances in prostate cancer immunotherapies. In: Drugs Aging 24, 2007, S. 197–221. PMID 17362049
- T. Böhmer und C. Doehn: Vakzinetherapie des Prostatakarzinoms mit autologen dendritischen Zellen zeigt Überlebensvorteil. In: Onkologe 12, 2006, S. 1151–1152. doi:10.1007/s00761-006-1143-2
- R. Jochim-Meier: Induktion peptidspezifischer T-Zellen als Grundlage für eine Immuntherapie beim Prostatakarzinom. Dissertation, Albert-Ludwigs-Universität Freiburg i. Br., 2006
- C. Doehn u. a.: Vakzinetherapie des Prostatakarzinoms. In: Aktuel Urol 36, 2005, S. 407–416. doi:10.1055/s-2005-915571
- A. A. Hurwitz u. a.: Prostate cancer: advances in immunotherapy. In: BioDrugs 17, 2003, S. 131–138. PMID 12641491 (Review)
- E. J. Small u. a.: Immunotherapy of hormonerefractory prostate cancer with antigen-loaded dendritic cells. In: J Cli Oncol 18, 2000, S. 3894–3903. PMID 11099318
- P. A. Burch u. a.: Priming tissue-specific cellular immunity in a phase I trial of autologous dendritic cells for prostate cancer. In: Clin Cancer Res 6, 2000, S. 2175–2182. PMID 10873066